# Mutter, der Mann mit dem Koks ist da (Falco-Lied)
Mutter, der Mann mit dem Koks ist da ist der Titel einer Single des österreichischen Musikers Falco aus dem Jahr 1996. Geschrieben wurde das Lied von Peter Hoffmann, Franz Plasa und Edgar „Eddy“ Höfler.

## Das Lied
Der Titel beruht auf dem gleichnamigen Berliner Gassenhauer Mutter, der Mann mit dem Koks ist da aus dem ausgehenden 19. Jahrhundert, hat mit diesem allerdings lediglich den Text des Refrains gemein. Musikalisch besteht zwischen den beiden Liedern kein Zusammenhang.
Nachdem Falco im Sommer 1992 sein Album Nachtflug veröffentlicht hatte, zog er sich für einige Jahre zurück. Gegen Ende 1994 begann er, sein musikalisches Comeback vorzubereiten. Als er einige Songs – darunter beispielsweise Verdammt Wir Leben Noch und Europa – in einem noch unvollendeten Zustand seiner Plattenfirma vorführte, kam diese auf die Idee, Falcos Stil dem Dance zuzurichten. Im Februar 1996 wurde die Single Mutter, der Mann mit dem Koks ist da veröffentlicht. Um dem hohen Erwartungsdruck der Medien zu entgehen, wählte Falco als Interpret das Pseudonym T>MA (später wurde es zu T>MA a.k.a Falco erweitert). Produziert wurde der Titel von Eddy Höfler, Peter Hoffmann und Franz Plasa, auch George Glueck war beteiligt.
Falco spielt im Text dieses Liedes, das durch schnelle Dance-Beats gekennzeichnet ist, mit den Doppelbedeutungen des Wortes „Koks“ (als Kokain und als Kohleprodukt „Koks“) sowie mit dem Wort „Kohle“ (als Kohleprodukt und, umgangssprachlich, als Geld). Im Refrain des Liedes singen die Schwestern Inga Humpe und Annette Humpe.
In den europäischen Charts kam Mutter, der Mann mit dem Koks ist da bis auf Platz 25. In Österreich stieg die Single bis auf Platz 3, in Deutschland erreichte sie Platz 11.
Es war Falcos vorletzte Single, die sich zu seinen Lebzeiten in den Charts befand; Falco starb 1998 bei einem Autounfall.

## Trivia
- „Entschuldige George, dass es so lange gedauert hat, aber ich war draußen, Gartenzwerge abschießen“, berichtete Falco am Telefon George Glueck, welcher dies in das Musikvideo einbaute.[2]
- In dem Musikvideo spielt, als damals 8-Jährige, die spätere österreichische Abgeordnete zum Nationalrat Philippa Beck mit.[4]
- Ende Dezember 2012 veröffentlichte die deutsche Dark-Metal-Band Eisregen eine Coverversion des Songs auf ihrer Kompilation Krebskollektion.[5]
- 2020 erschien der von diesem Lied inspirierte Song Mutter des niederländischen DJs Jebroer und des österreichischen DJ-Duos Harris & Ford.
- Auch das DJ-Duo Gestört aber geil veröffentlichte 2020 einen Remix des Liedes, wobei nur der Refrain verwendet und neu eingesungen wurde.[6]